# Сложносочинённое предложение
Сложносочинённое предложение (ССП) — сложное предложение с сочинительной связью между его частями. Составные части сложносочинённого предложения грамматически не зависят друг от друга, то есть они равноправны.
В отличие от сложноподчинённого предложения, в сложносочинённом союзы не входят ни в одну из частей и используется абсолютное время глаголов сказуемых.

## Классификации

### На основании грамматического значения
Сочинительная связь может оформляться следующими отношениями в предложении:
- Соединительными. Для них характерно значение логической однородности. Во временном плане — одновременность двух действий или их следование друг за другом. Средства связи: союзы и, да (в значении и) и др.; частицы и… и, ни… ни, тоже, также.
- Разделительными. Включают в себя значения последовательности, смены, чередования, сопоставления или перечисления взаимосвязанных событий. Средства связи: союзы или, что, повторяющиеся союзы или… или, повторяющиеся частицы ли… ли, то ли… то ли, не то… не то, а то… а не то, наречие иначе в роли союза.
- Сопоставительными. Указывают на равнозначность, тождественность ситуации. Средства связи: союзы то есть, а именно.
- Пояснительными. Включают в себя собственно сопоставительные, противительные отношения и отношения несоответствия. Средства связи: союзы а, но, да (в значении но), частица же, конкретизаторы а значит, а потому, а однако, а также, а зато, а кроме того.
- Градационными. Это дальнейшее развитие сопоставительных отношений. Градация может быть по степени значимости (средства связи: союзы не только… но и, не то что… но, даже не… тем более не, даже… не то что, мало того что… ещё и), по степени интенсивности (средства связи: союзы если не… то по крайней мере, если не… то в таком случае, не то чтобы… но, не сказать чтобы… но), по степени соответствия обозначаемому (средства связи: союзы вернее, точнее, конструкцией точнее сказать).

Отношения объединяют грамматические значения, которые могут передаваться с помощью союзов (и частиц в роли союзов) и с помощью конкретизаторов, уточняющих значение средств, а также связи (и тогда, и от этого, а потому).

### По характеру связи
В зависимости от вида сочинительных союзов
- с соединительным союзом.

(и, да, ни… ни, тоже, также)
Например: Гроза прошла, и ветка белых роз в окно мне дышит ароматом.
- с разделительным союзом.

(или, иль, либо, то… то, не то… не то)
Например: Не то дождь прошёл, не то воробьи пробежали по крыше веранды.
- с противительным союзом.

(а, но, да, однако, зато, же)
Например: Был уже весенний месяц март, однако по ночам деревья трещали от холода, как в декабре.

### Знаки препинания в сложносочинённом предложении
Запятая ставится между частями сложного предложения, соединёнными союзами:
- и, да (=и), ни… ни[1];
- а, но, да (=но), однако, …[1];
- или, либо, или… или, …[1];
- да, да и, тоже, также;
- то есть, а именно.

Сверкнула молния, и послышался удар грома.
Запятая не ставится:
- Если части сложного предложения имеют общий второстепенный член[1]:

Сейчас брызнет майский дождь и начнётся гроза.
- Если есть общее придаточное предложение[1]:

Едва взошло солнце, нас разбудили и мы отправились на прогулку.
- Между двумя назывными предложениями:

Регулярные свидания и объяснения в любви.
- Между двумя вопросительными, восклицательными, побудительными предложениями:

Неужели опять впереди болото и путь к отступлению отрезан?
- Между двумя неопределённо-личными предложениями, если подразумевается общий производитель действия:

Подсудимых тоже куда-то выводили и только что ввели назад.
- Между двумя безличными предложениями, имеющими синонимичные слова в составе сказуемого:

Нужно собираться и необходимо предупредить отца о нашем отъезде.